# Vladimir Valerianovič Pribylovskij
Vladimir Valerianovič Pribylovskij in russo Владимир Валерианович Прибыловский? (Mosca, 6 marzo 1956 – Mosca, 13 gennaio 2016) è stato un giornalista e storico russo, attivista dei diritti umani e oppositore delle autorità politiche russe.

## Biografia
Sì è laureato presso il Dipartimento di storia medievale dell'Università Statale di Mosca nel 1981 con specializzazione in studi bizantini. Negli anni 80 del novecento è stato indagato dalle autorità sovietiche per diffusione di letteratura proibita. Nel 1993 è divenuto presidente del think-tank di esperti denominato Centro di ricerca e informazione Panorama(in russo Информационно-исследовательский центр Панорама?). Dal novembre 2005 ha gestito il sito Anticompromat.ru, che è essenzialmente una raccolta di biografie di politici russi, scritte in buona parte da lui stesso (da non confondersi con Compromat.ru di Sergey Gorshkov). Il 28 marzo 2007, Anticompromat.ru è stato chiuso. Tuttavia, il 31 marzo 2007 il sito è stato trasferito presso un host in California ed è ridiventato disponibile all'indirizzo Anticompromat.org. Il 1º aprile delolo stesso anno, il suo mirror è stato riaperto e anche l'URL originale è di nuovo accessibile.
Il 2 giugno 2007, agenti della polizia russa hanno perquisito l'abitazione di Vladimir Pribylovskij e hanno sequestrato due personal computer nei quali, tra l'altro, sarebbero state memorizzate le bozze dei due libri che Pribylovskij stava scrivendo su Vladimir Putin.
Vladimir Pribylovskij ha scritto, insieme con Jurij Georgievič Fel'štinskij, alcuni capitoli di Operazione Successore, un libro sull'ascesa al potere di Vladimir Putin.
Il suo corpo senza vita è stato scoperto nel suo appartamento di Mosca nel gennaio 2016. Aveva 59 anni.

## Articoli
(in inglese)
- Oligarchs, true and false, su jamestown.org (archiviato dall'url originale il 30 settembre 2007).
- Oligarchs Toy With Their 2008 Options, su cdi.org.
- Oligarchs of the Putin era: A brief guide to the Russian oligarchic system, su cdi.org.
- What's the Scandal All About?, su cdi.org.